# Natural Born Chaos
Natural Born Chaos – czwarty długogrający album studyjny wydany przez szwedzką melodic death metalową grupę Soilwork. Producentem płyty jest Devin Townsend, który gościnnie udziela głosu na ścieżkach "Black Star Deceiver" i "Soilworker's Song of the Damned". Gościnnie wystąpił także Mattias Eklundh z Freak Kitchen, w utworze "No More Angels" gra na gitarze prowadzącej.
Jest to pierwszy album nagrany ze Svenem Karlssonem, który gra obecnie na klawiszach.
Według danych z kwietnia 2002 album sprzedał się w nakładzie 2,267 egzemplarzy na terenie Stanów Zjednoczonych.

## Lista utworów
1. "Follow The Hollow" – 4:02
2. "As We Speak" – 3:43
3. "The Flameout" – 4:18
4. "Natural Born Chaos" – 4:08
5. "Mindfields" – 3:29
6. "The Bringer" – 4:43
7. "Black Star Deceiver" – 4:42
8. "Mercury Shadow" – 3:49
9. "No More Angels" – 4:01
10. "Soilworker's Song of the Damned" – 5:03

## Twórcy

### Członkowie zespołu
- Björn „Speed” Strid − wokal
- Peter Wichers − gitara
- Ola Frenning − gitara
- Ola Flink − gitara basowa
- Sven Karlsson − keyboard
- Henry Ranta − perkusja

### Gościnnie
- Mattias Eklundh (Freak Kitchen) – gitara prowadząca w "No More Angels"
- Devin Townsend (The Devin Townsend Band) − gościnnie wokal na "Black Star Deceiver" oraz "Soilworker's Song of the Damned"